# 米兰五日
米兰五日 (義大利語： [ˈtʃiŋkwe dʒorˈnaːte di miˈlaːno]，英语：Five Days of Milan)是1848年革命和第一次意大利独立战争的重要事件。1848年3月18日，在米兰城爆发了起义，进行了五天的街头战斗，将约瑟夫·拉德茨基·冯·拉德茨和他的奥地利帝国军队赶出米兰。

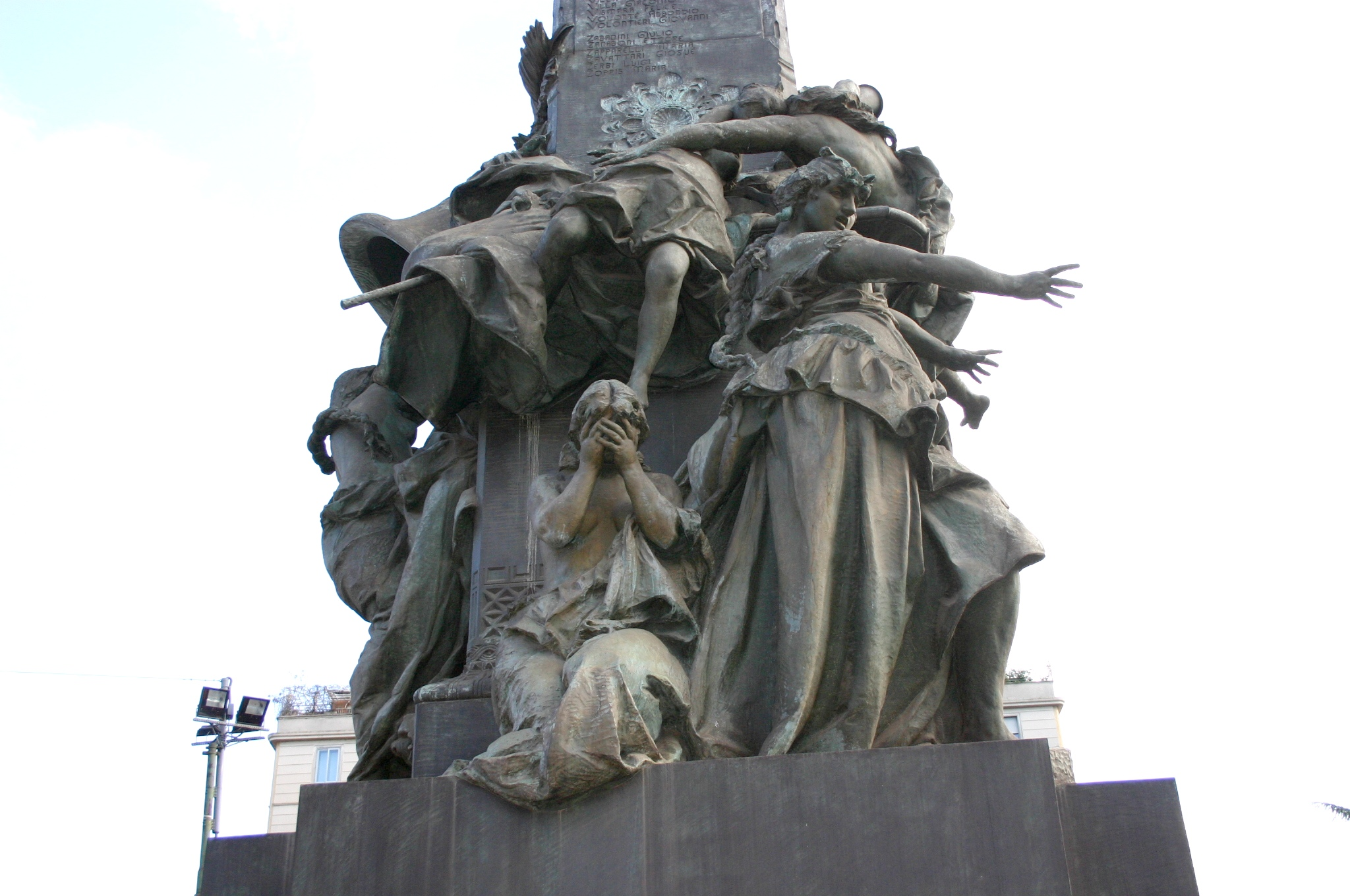